# Arquebisbat de Viena

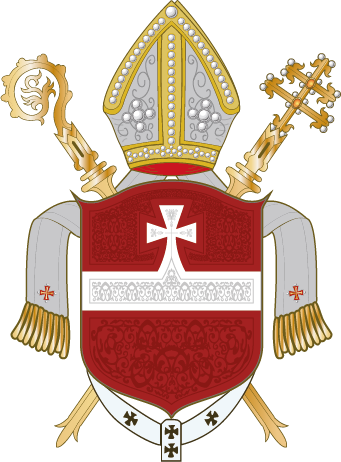
Escut de la diòcesi

L'arquebisbat de Viena és una jurisdicció eclesiàstica catòlica d'Àustria. Actualment té com sufragànies les diòcesis d'Eisenstadt, Linz i Sankt Pölten. El territori de l'arxidiòcesi comprèn la ciutat de Viena i la part oriental de l'estat federal austríac de la Baixa Àustria. La seu arxiepiscopal és la ciutat de Viena, on es troba la catedral de Sant Esteve. El territori està dividit en 659 parròquies.
Viena era una fortalesa celta i després romana (Vindobona); el bisbat ja existia al segle v però després desapareix durant segles i reapareix al segle ix quan tenia seu a Fabiana. Viena va començar a agafar importància com a seu dels marcgravis d'Àustria i des del segle xiii com a residència dels Habsburg. La construcció de la catedral de Sant Esteve es va iniciar el 1147. De 1469 a 1513 els bisbes, com en altres llocs, foren nomenats administradors. La seu de Viena fou creada formalment el 18 de gener de 1469 i el primer que va residir a Viena fou Jordi de Slatkonia a l'inici del segle xvi. El bisbat fou elevat a arquebisbat l'1 de juny de 1722. De 1558 a 1806 Viena fou la capital efectiva del Sacre Imperi Romanogermànic i fins al 1918 la capital de l'Imperi Austrohongarès; del 1861 a 1918 els arquebisbes foren membres de la Cambra de Senyors de Cisletània i considerats prínceps-arquebisbes.

## Història
La diòcesi de Viena va ser erigida pel Papa Pau II el 18 de gener de 1469 mitjançant la butlla In supremae dignitatis specula, prenent el territori del de la diòcesi de Passau.
Del 1469 al 1513 van ser nomenats per a la diòcesi administradors apostòlics sense obligació de residència. El primer bisbe resident a Viena va ser Georg von Slatkonia.
L'1 de juny de 1722 el Papa Innocenci XIII, mitjançant la butlla Suprema dispositione, l'elevà al rang d'arxidiòcesi metropolitana.
El 1729 el territori va ser ampliat amb la cessió de més territori de la diòcesi de Passau. El 1784 encara va ser més engrandida, incorporant territoris de nou de la diòcesi de Passau, a més de la de Győr. L'any següent, després de la supressió de la diòcesi de Wiener Neustadt, adquirí també el seu territori.
Del 1861 al 1918 els bisbes gaudiren del títol de Príncep-Bisbe.
El 1937 cedí la parròquia de Feldsberg a la diòcesi de Brno.
El 14 de novembre de 2014 adquirí els territoris de Hochstraß e Schwabendörfl al municipi d'Altlengbach de la diòcesi de Sankt Pölten.

## Episcopologi
Bisbes de Fabiana
- Mamertinus vers 466
- Situació desconeguda segles V a IX
- Ratfried vers 824
- Anno vers 836
- Alberic ? vers 860 ?
- Madelwin vers 882 ?
- Desconeguts segles X a XII
- Eberhard 1144-1170
- Desconeguts 1170-segle xiii
- Sieghard vers 1204/1220
- Heinrich I vers 1225
- Leopold I ? -1252
- Gerhard 1252-1271
- Ulrich Monk 1271-1276
- Bernhard von Brambach 1275-1285
- Gottfried I 1285-1295
- Gottfried II ?
- Peter Aichspalter 1301
- Nikolaus Kramer ?
- Konrad Greiffenstein ?
- Albrecht I Herzog von Sachsen 1308?-1320
- Heinrich II de Luzcera 1320-1326
- Albrecht II von Hohenberg 1326-1350
- Leopold II von Sachsengang 1350-1364

### Priors de Viena
- Johann Mayerhofer 1365-1376
- Berthold von Weching 1377-1381
- Georg von Lichtenstein 1381-1390
- Anton Wachinger 1390-1406
- Wilhelm Thurzo von Asparn 1406-1439
- Konrad Zeideler 1440-1442
- Alexander of Masovia 1442-1444
- Albrecht III von Schaumberg 1444-1471

Bisbes de Viena
- Leo von Spaur 1471-1481
- Bernhard von Rohr 1482-1487
- Urban I Doezi 1487-1490
- Johann I Vitez 1490-1499
- Bernhard II 1499-1504
- vacant 1504-1513
- Jordi de Slatkonia 1513-1522
- Johann II von Revellis 1523-1539
- Johann III Faber 1539-1541
- Friedrich Nausea 1541-1552
- Christoph Wernvein 1552
- vacant 1552-1558
- Anton I Brus aus Müglitz 1558-1560
- Urban II von Gurk 1560-1573
- Kaspar Neubeck 1573-1594
- vacant 1594-1598
- Melchior von Khlesl 1598-1628
- Anton II von Vollrath (príncep-bisbe de l'Imperi 1631) 1628-1639
- Philipp Friedrich von Breuner 1639-1669
- Wilderich von Walderdorff 1669-1680
- Emmerich Sinelli 1680-1683
- Ernst von Traution 1683-1702
- Franz Anton Graf von Harrach 1702-1706
- Franz Ferdinand von Rummel 1706-1716
- Siegmund von Kollonicz 1716-1722

Arquebisbes de Viena
- Siegmund von Kollonicz 1722-1751 (bisbe de 1716 a 1722)
- Johann Joseph von Traution 1751-1757
- Christoph Anton Bartholomäus von Migazzi zu Waal und Sonnenthurm 1757-1803
- Siegmund Anton Graf von Hohenwart zu Gerlachstein 1803-1820
- vacant 1820-1822
- Leopold Maximilian Graf von Firmian 1822-1831
- Vincenz Eduard von Milde 1832-1853
- Joseph Othmar von Rauscher 1853-1875
- Johann Baptist Rudolf Kutschker 1876-1881
- Cölestin Joseph Ganglbauer 1881-1889
- Anton Joseph Gruscha 1890-1911
- Franz Xaver Nagl 1911-1913
- Friedrich Gustav Piffl 1913-1932
- Theodor Innitzer 1932-1955
- Franz König 1956-1985 (+ 2004)
- Hans Hermann Groer 1986-1995 (+2003)
- Christoph Schönborn des del 1995

## Demografia
A finals del 2010, l'arxidiòcesi tenia 1.301.570 batejats sobre una població de 2.601.000 persones, equivalent al 50,0% del total.
| Any  | Població  | Població  | Població | Sacerdots | Sacerdots       | Sacerdots       | Sacerdots             | Diaques | Religiosos | Religiosos | Parròquies |
| ---- | --------- | --------- | -------- | --------- | --------------- | --------------- | --------------------- | ------- | ---------- | ---------- | ---------- |
| Any  | Batejats  | total     | %        | Total     | Clergat secular | Clergat regular | Batejats per sacerdot | Diaques | Homes      | Dones      |            |
| 1950 | 2.056.142 | 2.336.214 | 88,0     | 1.611     | 918             | 693             | 1.276                 |         | 1.233      | 5.905      | 621        |
| 1969 | 2.060.150 | 2.373.150 | 86,8     | 1.802     | 996             | 806             | 1.143                 |         | 1.300      | 5.147      | 588        |
| 1980 | 1.736.613 | 2.378.292 | 73,0     | 1.481     | 771             | 710             | 1.172                 | 49      | 1.052      | 3.629      | 645        |
| 1990 | 1.532.287 | 2.339.918 | 65,5     | 1.229     | 652             | 577             | 1.246                 | 105     | 923        | 2.497      | 655        |
| 1999 | 1.422.394 | 2.320.000 | 61,3     | 1.554     | 613             | 941             | 915                   | 123     | 1.154      | 1.878      | 654        |
| 2000 | 1.404.720 | 2.320.000 | 60,5     | 1.170     | 603             | 567             | 1.200                 | 133     | 684        | 1.862      | 661        |
| 2001 | 1.390.747 | 2.464.315 | 56,4     | 1.167     | 596             | 571             | 1.191                 | 126     | 676        | 1.862      | 662        |
| 2002 | 1.380.380 | 2.487.589 | 55,5     | 1.173     | 595             | 578             | 1.176                 | 189     | 826        | 1.706      | 660        |
| 2003 | 1.368.962 | 2.437.986 | 56,2     | 1.157     | 591             | 566             | 1.183                 | 133     | 797        | 1.690      | 660        |
| 2004 | 1.360.433 | 2.423.466 | 56,1     | 1.172     | 608             | 564             | 1.160                 | 145     | 757        | 1.783      | 660        |
| 2010 | 1.301.570 | 2.601.000 | 50,0     | 1.146     | 616             | 530             | 1.135                 | 176     | 819        | 1.453      | 660        |